# Knut Gerschau

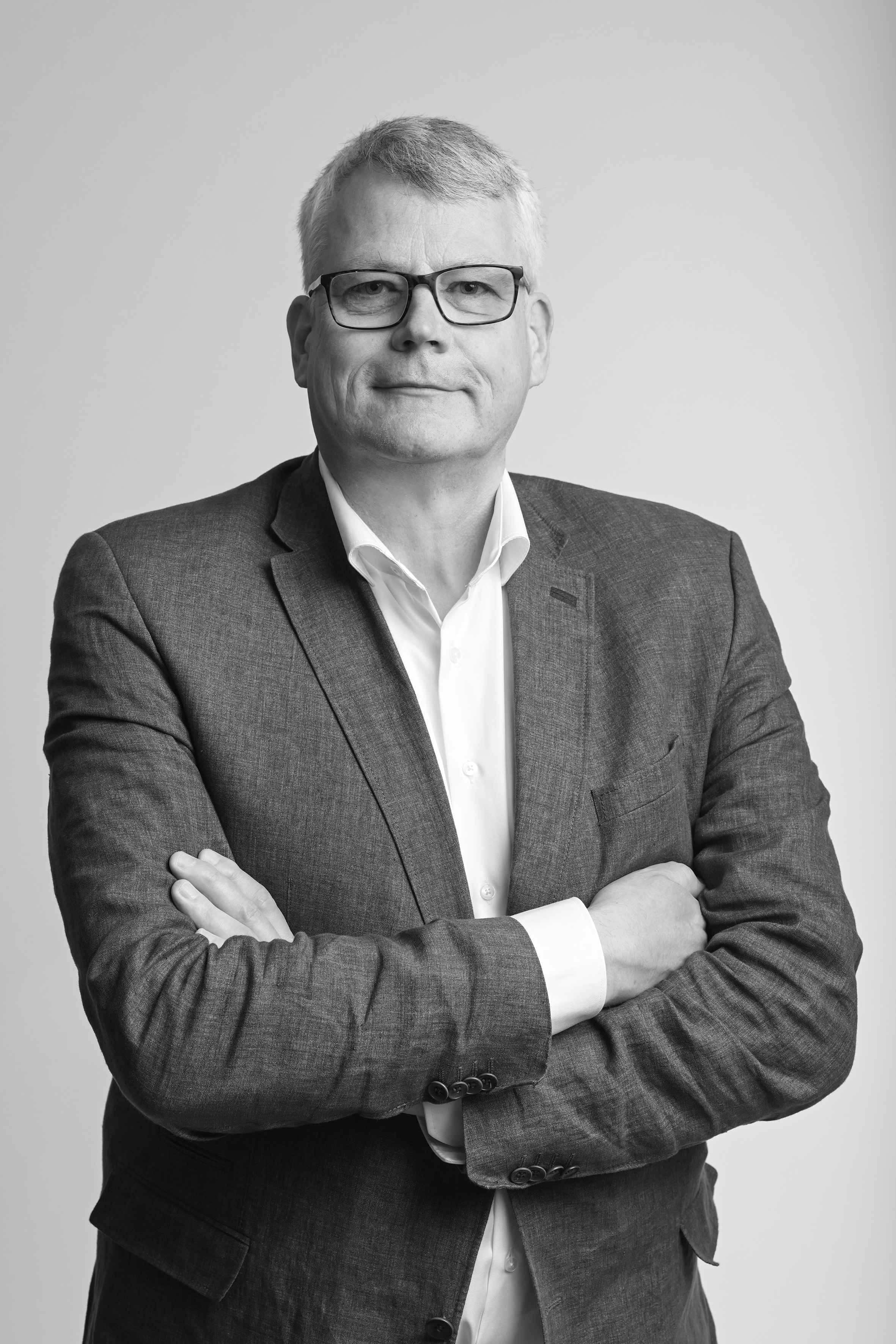
Knut Gerschau (2021)

Knut Gerschau (* 3. Juli 1961 in Bremerhaven) ist ein deutscher Politiker (FDP) und Unternehmer. Von 2021 bis 2025 war er Mitglied des Deutschen Bundestages. Er ist ehemaliger Vorstandsvorsitzender der Deutschen Stiftung Weltbevölkerung (DSW) und Landesvorsitzender des Liberalen Mittelstandes Niedersachsen.

## Werdegang
Gerschau wuchs in Bremerhaven auf und erwarb nach einem zwischenzeitlichen Umzug nach Wilhelmshaven später in Bremen sein Abitur. Nach Ableistung seines Wehrdienstes in Bremen und Schleswig-Holstein zog Gerschau nach Hannover.
Anschließend studierte er an der Gottfried Wilhelm Leibniz Universität Hannover Wirtschaftswissenschaften. Er trat der Hannoverschen Burschenschaft Ghibellinia-Leipzig und der Burschenschaft Plessavia Leipzig bei, denen er heute als Alter Herr angehört.
1984 gründete Knut Gerschau zusammen mit Robert Kroth die Gerschau.Kroth.Werbeagentur. GmbH (jetzt LEADS-Marketing) in Hannover. Dort fungiert er seit Gründung als geschäftsführender Gesellschafter.

## Soziales und politisches Engagement
Von 1989 bis 1990 war Gerschau Landesvorsitzender der Jungen Liberalen Niedersachsen.
Knut Gerschau hat am 12. Februar 2017 als Mitglied der 16. Bundesversammlung an der Wahl des deutschen Bundespräsidenten teilgenommen.
Er bekleidet außerdem mehrere Ehrenämter:
- von 2010 bis 2019 Teil des Vorstands der Deutschen Stiftung Weltbevölkerung (DSW)
- Mitglied im Kuratorium der Rudolf-von-Bennigsen-Stiftung[7]
- Vorsitzender der Gesellschaft der Freunde der Rudolf-von-Bennigsen-Stiftung e. V.[8]
- Landesvorsitzender des Liberalen Mittelstandes Niedersachsen e. V.

Gerschau engagiert sich in Hannover in der Stadtteilstiftung Sahlkamp-Vahrenheide.
Zur Bundestagswahl 2021 kandidierte er im Wahlkreis 42 in Hannover für die FDP.
Im 20. Deutschen Bundestag war er Obmann im Ausschuss für wirtschaftliche Zusammenarbeit und Entwicklung und im Unterausschuss Globale Gesundheit, wo er auch Ordentliches Mitglied war. Außerdem war er Ordentliches Mitglied in der Enquete-Kommission „Lehren aus Afghanistan für das künftige vernetzte Engagement Deutschlands“. Im Ausschuss für Wohnen, Stadtentwicklung, Bauwesen und Kommunen, dem Aufgabengebiet Projektgruppe 2: Ziviler Aufbau und Friedensförderung und dem Parlamentarischer Beirat für nachhaltige Entwicklung war er Stellvertretendes Mitglied.
Bei der Bundestagswahl 2025 kandidierte er nicht erneut.

## Privates
Knut Gerschau ist ledig und Vater von zwei Kindern.